# Мироч
Мироч (укр. Мироч) — река на Украине, в Радомышльском районе Житомирской области. Левый приток Тетерева (бассейн Днепра). Длина — 14,7 километров.
Берёт начало в районе села Мирча. В нижней части русла на реки сооружено несколько водохранилищ, созданных для орошения и разведения рыбы. Впадает в Тетерев в районе села Вышевичи.